# ウィッグトン統監
ウィッグトン統監（ウィッグトンとうかん、英語: Lord Lieutenant of Wigtown）は、イギリスの官職。
統監の1つで、ウィッグトンシャーを担当する。
1789年に勃発したフランス革命がヨーロッパ諸国に飛び火するとともに1792年にはスコットランド各地で暴動がおこり、地方政府の対応に不満を感じたイギリス政府は1794年にイングランドの統監職をスコットランドでも常設職として設立した。

## 一覧
- 1794年3月17日 – 1806年11月13日：第7代ギャロウェイ伯爵ジョン・ステュアート（英語版）[2]
- 1807年3月24日 – 1828年：第8代ギャロウェイ伯爵ジョージ・ステュアート（英語版）[2]
- 1828年7月9日 – 1851年：ガーリーズ卿ランドルフ・ステュアート（英語版）（のち第9代ギャロウェイ伯爵）[2]
- 1851年5月16日 – 1903年12月3日：ダルリンプル子爵ジョン・ダルリンプル（英語版）（のち第10代ステア伯爵）[2]
- 1903年12月26日 – 1935年：第7代準男爵サー・ハーバート・マクスウェル（英語版）[2]
- 1935年4月17日 – 1961年11月4日：第12代ステア伯爵ジョン・ダルリンプル（英語版）[2]
- 1962年1月8日 – 1981年：第13代ステア伯爵ジョン・ダルリンプル（英語版）[2]
- 1981年9月18日 – 1989年5月25日：ヘンリー・ジョン・ブルウィス（英語版）[2]
- 1989年11月1日 – 2006年：エドワード・ステュアート・オー＝ユーイング[2]
- 2006年8月14日 – 2014年9月5日：マリオン・テリーザ・ブルウィス[3][4]
- 2015年9月25日 – 2020年2月19日：ジョン・アレグザンダー・ロス[4][5]
- 2020年2月19日 – ：アイリーン・ブルウィス[5]